# Jules de La Vaissière
Pour les articles homonymes, voir Vaissière.
Jules de La Vaissière (1863-1939) est un jésuite français, professeur de psychologie.

## Publications
- Éléments de psychologie expérimentale, Paris, Beauchene, 1912.
- Psychologie pédagogique : l'enfant, l'adolescent, le jeune homme, Paris, Beauchesne, 1916.
- La Théorie psychanalytique de Freud. Étude de psychologie positive, Paris, Beauchesne, 1930.
- Questions actuelles de pédagogie (en collaboration avec Antonin-Dalmace Sertillanges, Marie Fargues, Jean Jaouen, A. Fauville, Raymond Buyse), Juvisy, éditions du Cerf, 1931.
- « Méthodologie scientifique. Méthodologie dynamique interne », Archives de philosophie, vol. 10, cahier 3, Paris, Beauchesne, 1933.
- Imprécision des données initiales en psychologie expérimentale, Kwart, Paris, IV, 1933, p. 24-32.
- La pudeur instinctive, Juvisy, éditions du Cerf, 1935.
- Éléments de psychologie expérimentale : II. Orientations définitives. Psychologies profondes, Paris, G. Beauchesne, 1938.